# HMS Bellerophon (1865)
Pour les autres navires du même nom, voir HMS Bellerophon.
Le HMS Bellerophon est un navire cuirassé de la Royal Navy, de type navire à batterie centrale.

## Construction
Dans ce navire, conçu par Edward Reed, la puissance massique est augmentée ; les longues rangées de canons sur la bordée sont remplacées par un petit nombre de canons, placés au centre, du plus gros calibre possible ; l'armure est augmentée en épaisseur mais réduite en longueur, et un bélier à bec pointu est combiné avec un arc de charrue de style classique.
Ce double fond a l'avantage supplémentaire de permettre au moteur d'être placé plus haut, élevant le centre de gravité de l'ensemble du navire et en faisant ainsi une plate-forme de canon plus stable. Contrairement aux classes précédentes, la proue et la poupe du Bellerophon ont un profil en forme de U, donnant une flottabilité accrue aux extrémités sensiblement absente dans certains cuirassés antérieurs. Le Bellerophon porte le premier gouvernail équilibré au service de la Royal Navy. La barre complète peut être appliquée par huit hommes en 27 secondes environ, alors que dans le HMS Warrior, il fallait quarante hommes et 90 secondes pour effectuer la même manœuvre.
Le Bellerophon a une machine à vapeur à 2 cylindres fabriquée par John Penn and Sons entraînant une seule hélice de 7,2 m. Huit chaudières rectangulaires fournissent de la vapeur au moteur à une pression de travail de 27 psi. Le moteur produit un total de 6 521 chevaux-vapeur lors des essais en mer du navire en août 1864 et le navire a une vitesse maximale de 14,17 nœuds (26 km/h).
Le Bellerophon est le premier cuirassé britannique à porter le canon de 9 pouces 12 tonnes RML (en) à chargement par la bouche. Les dix canons de 9 pouces sont montés sur le pont principal, cinq de chaque côté. Cinq exemplaires du canon de 7 pouces RML (en) sont montés à l'extérieur de la batterie comme pièce de chasse. Quatre d'entre eux sont montés par paires à l'avant et à l'arrière sur le pont principal ; le dernier canon est monté sur le pont supérieur à l'arrière. Le navire dispose également de quatre canons Armstrong de 12 livres à chargement par la culasse pour le salut au canon.
Lorsque le navire est réaménagé de 1881 à 1885, il devient le seul cuirassé britannique à avoir remplacé tout son armement à chargement par la bouche par des chargeurs par la culasse. Le Bellerophon reçoit dix canons de marine de 8 pouces BL Mk I - VII (en), montés dans la batterie centrale et quatre canons de marine de 6 pouces BL Mk II - VI comme canons de poursuite à l'avant et à l'arrière.
Les canons avant sont montés dans de nouvelles embrasures dans le gaillard d'avant sur le pont supérieur, car les canons d'origine étaient trop bas et étaient généralement emportés par une mer dans laquelle les vagues s'opposent directement au mouvement du navire. Huit canons de marine de 4 pouces BL Mk I - VI ainsi que quatre Hotchkiss à tir rapide et 12 mitrailleuses sont installés pour la défense contre les torpilleurs. Le navire a également deux lance-torpilles Whitehead de 16 pouces sur le pont principal, à l'extérieur de la batterie blindée. La batterie centrale s'est avérée trop petite pour une utilisation efficace des canons.
Pour la première fois depuis la construction du HMS Warrior, la méthode de base de construction de la coque d'un cuirassé est modifiée. L'utilisation de poutres longitudinales pour conférer force et résistance à la coque est abandonnée et un système de « cadre de support » conçu par Nathaniel Barnaby est adopté. Ce système permet l'inclusion dans le navire d'un double fond, avec des implications de survie claires en cas d'endommagement, tout en permettant en même temps une économie de poids de sorte que 30 m de la coque du Bellerophon pèsent 1 141 t, contre 1 324 t) pour 30 m du HMS Black Prince. La coque est en acier pour gagner du poids.

## Histoire
Le Bellerophon est mis en service à Chatham et sert dans la Channel Fleet jusqu'en 1871. Il est percuté par le Minotaur en 1868 alors qu'il quitte Belfast Lough, mais ne subit que des dommages minimes. Le navire sert dans la Mediterranean Fleet de 1871 à 1872, puis est dans un radoub où il a reçu un pont de dunette. Le Bellerophon remplace le HMS Royal Alfred comme navire amiral de la station nord-américaine en 1873. Le 24 novembre 1873, le Bellerophon entre en collision avec le navire à vapeur Flamsteed de la Liverpool, Brazil and River Plate Steam Navigation Company, qui coule. Tous les marins à bord du Flamsteed sont secourus par le navire portugais Blimani. Le Bellerophon reste sur la station nord-américaine jusqu'en 1881.
Un vaste radoub, comprenant de nouvelles chaudières et un nouvel armement, est suivi d'une nouvelle période sur la station nord-américaine jusqu'en 1892, date à laquelle il est mis en réserve à Plymouth. Il est remis en service comme garde portuaire à Pembroke jusqu'en 1903. Le Bellerophon est converti en navire-école de chauffeurs en 1904 et renommé HMS Indus III. Le navire est vendu le 12 décembre 1922 à P. et W. McLellan pour la ferraille, cependant il arrive à Bo'ness pour démolition en mars 1923.